# چن وی-لینگ
چن وی-لینگ (انگلیسی: Chen Wei-ling؛ زادهٔ ۴ ژانویهٔ ۱۹۸۲) وزنه‌بردار اهل تایوان است.
وی در مسابقات کشوری و بین‌المللی در مجموع برندهٔ ۲ مدال طلا، ۱ مدال نقره، ۱ مدال برنز شده‌است.